# Leioproctus rubriventris
Leioproctus rubriventris är en biart som först beskrevs av Heinrich Friese 1909.  Leioproctus rubriventris ingår i släktet Leioproctus och familjen korttungebin. Inga underarter finns listade i Catalogue of Life.